# Résolution 169 du Conseil de sécurité des Nations unies
Membres permanents
- Chine (Taïwan)
- États-Unis
- France
- Royaume-Uni
- URSS

Membres non permanents
- Chili
- Sri Lanka
- Équateur
- Liberia
- Turquie
- RAU

Résolution no 168 Résolution no 170
La Résolution 169  est une résolution du Conseil de sécurité des Nations unies adoptée le 24 novembre 1961, dans sa 982e séance, désapprouve les activités sécessionnistes du Katanga ainsi que l'action armée contre les forces des Nations unies et a insisté pour que ces activités cessent. 

Le Conseil a ensuite autorisé le Secrétaire général à prendre toutes les mesures nécessaires pour appréhender immédiatement et déporter tous les militaires, paramilitaires et mercenaires étrangers non diligenter par l'ONU et a demandé que le Secrétaire général prenne toutes les mesures nécessaires pour empêcher leur retour. Le Conseil a ensuite demandé à tous les États membres d'aider le Gouvernement du Congo-Léopoldville et d'éviter toute action qui pourrait contribuer à un conflit.

## Vote
La résolution a été approuvée par 9 voix contre zéro; la France et le Royaume-Uni se sont abstenus.

## Texte
- Résolution 169 Sur fr.wikisource.org
- Résolution 169 Sur en.wikisource.org